# 勝田永吉
勝田 永吉（かつた えいきち、1888年（明治21年）11月30日 - 1946年（昭和21年）4月13日）は、日本の弁護士、政治家。衆議院議員（大阪府第五区選出、当選6回）。

## 人物
大阪府三島郡富田町（現高槻市）出身。勝田悌三郎の二男。1913年、東京帝国大学法科大学独法科卒業。弁護士の業務に従事する。
衆議院議員に6回当選する。立憲民政党、日本進歩党に所属する。1946年4月13日、死去。

## 略歴
- 1928年（昭和3年） - 第16回衆議院議員総選挙大阪5区当選
- 1930年（昭和5年） - 第17回衆議院議員総選挙当選
- 1932年（昭和7年） - 第18回衆議院議員総選挙当選
  - 6月 -斎藤実内閣内務参与官
- 1936年（昭和11年） - 第19回衆議院議員総選挙
- 1937年（昭和12年） - 第20回衆議院議員総選挙
- 1942年（昭和17年） - 第21回衆議院議員総選挙（翼賛政治体制協議会推薦）
- 1945年（昭和20年） - 大日本政治会幹事長
  - 6月 - 衆議院副議長
  - 10月 - 議会制度調査特別委員長